# Alla Sella Zerbino
Koordinaten: 44° 34′ 7″ N, 8° 36′ 55″ O

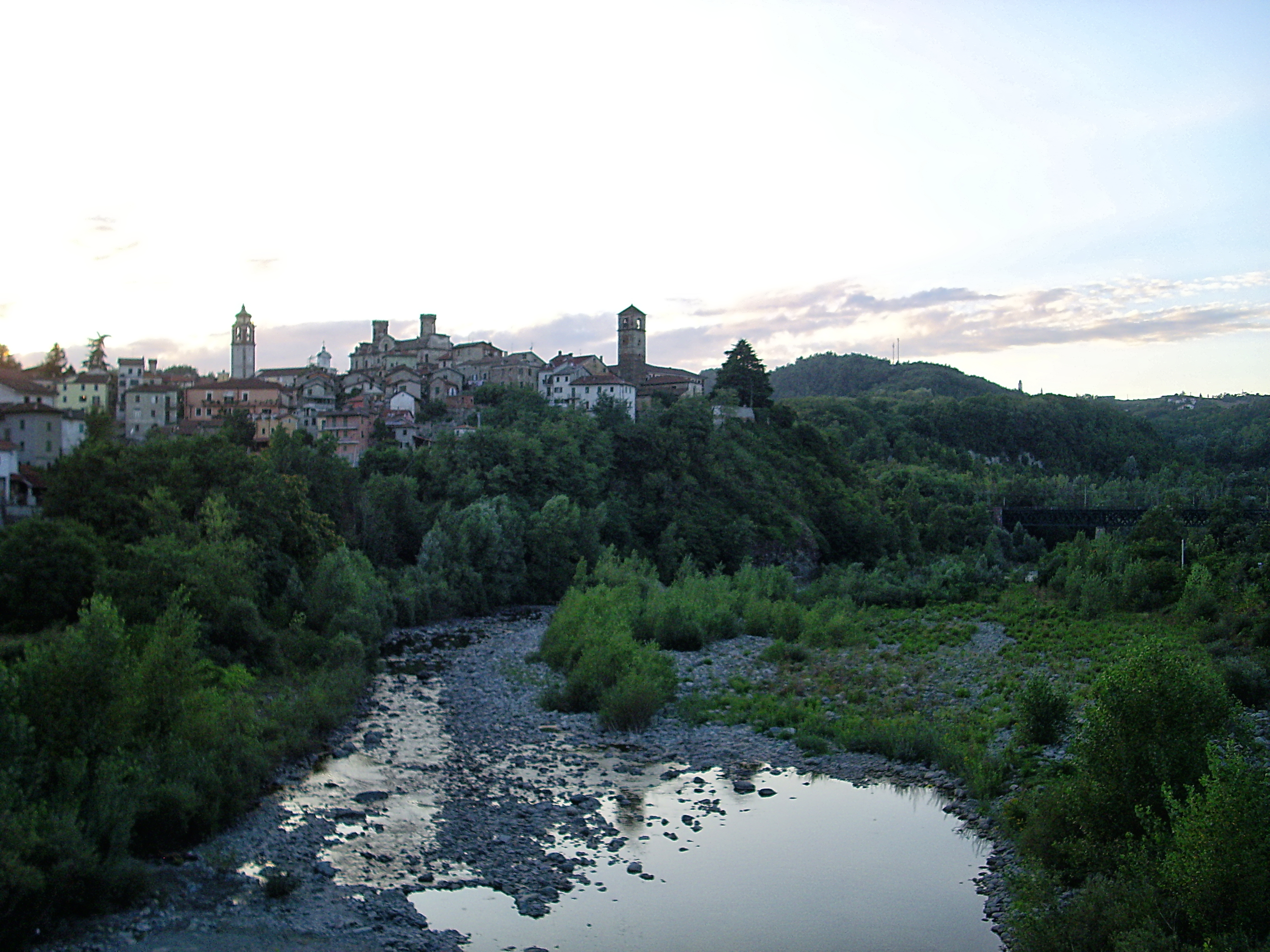
Der Ort Molare heute

Die Staumauer Alla Sella Zerbino (Diga dello Zerbino, Diga di Molare, Sella Zerbino Dam) bei Ovada im Piemont in den Ligurischen Apenninen, Provinz Alessandria/Italien brach am 13. August 1935 um 13:15 Uhr bei einem Hochwasser. Die Flutwelle richtete in Molare und Ovada großen Schaden an; es gab über 100 Tote.

## Die beiden Staumauern
Die Staumauer war eine gekrümmte Gewichtsstaumauer. Sie staute den Fluss Orba zum Lago di Ortiglieto auf, wurde 1917–1923 gebaut und 1924 in Betrieb genommen. Die Talsperre diente der Stromerzeugung aus Wasserkraft und wurde von der Gesellschaft „Officine Elettriche Genovesi“ (O.E.G.) betrieben. Der Stauinhalt betrug wahrscheinlich ca. 18 Millionen m³.
Die Geländeform machte an einer weiteren Stelle des Stausees, 500 m entfernt am linken Ufer, eine zweite Staumauer erforderlich, nachdem die Höhe der Haupt-Staumauer gegenüber dem ursprünglichen Plan um 13 m vergrößert worden war. Beim Bau gab es geologische Probleme mit dem Baugrund.
Daten der Hauptstaumauer Bric Zerbino (Diga di Bric Zerbino):
- Höhe: 47 m
- Länge: 70 m
- Krümmungsradius: 200 m

Daten der Nebenstaumauer Sella Zerbino (Diga secondaria di Sella Zerbino):
- Höhe: 14 oder 16 m
- Länge: 110 m

Die Täler hinter den beiden Sperrstellen vereinigen sich hinter dem Berg Saccone, um den der Orba in einem Mäander herumfließt, wieder zum Orba-Tal.

## Die Katastrophe
Am 13. August 1935 kam es innerhalb von acht Stunden zu 364 mm Niederschlag im Einzugsgebiet des Orba, stellenweise sogar noch mehr: in Lavagnina 554 mm (182 in 2 Stunden), in Pianpaludo 453 mm, in Masone 377 mm.
In 24 Stunden fielen 30 % des mittleren Jahresniederschlags. Die Abflussspende von 15 m³ pro Sekunde und km² führte zu einem Hochwasser-Abfluss von 2.200–2.300 m³ pro Sekunde – ein Jahrtausendhochwasser. Die Bric-Zerbino-Talsperre hatte jedoch nur eine Entlastungs-Kapazität von 800 bis 900 m³ pro Sekunde. Deswegen stieg der Wasserspiegel immer weiter an.
Um 13:00 Uhr wurde die Situation kritisch, um 13:15 Uhr brach die Nebenstaumauer Sella Zerbino.
Die Flutwelle von etwa 18 Millionen m³ Wasser zerstörte zuerst ein Hotel und das 3 km unterhalb gelegene Kraftwerksgebäude. 15 Minuten später erreichte sie Molare, wo unter anderem eine 18 m hohe und 120 m lange Brücke zerstört wurde. Anschließend erreichten die Fluten die Stadt Ovada, die ca. 3,5 km nordöstlich von Molare liegt.
Die gesamte Abflussmenge wird auf 30 bis 50 Millionen m³ geschätzt. Insgesamt kamen mehr als 100 Menschen ums Leben.
Die Staumauer Bric Zerbino steht noch heute, wird aber nicht genutzt.